# 샹베리
샹베리(프랑스어: Chambéry, 이탈리아어: Ciamberì 시암베리[*])는 프랑스 오베르뉴론알프 레지옹에 위치한 사부아주의 도시이다.
데파르망의 주도이기도 하며 1057년 문헌에 처음 언급된다. 1288년 아메데오 5세 디 사보이아 백작이 사보이아 백작령의 중심지로 삼았고, 13세기 이래로 사부아의 역사적인 중심지였으나 1563년 에마누엘레 필리베르토 공작이 프랑스의 간섭과 침공을 우려하여 토리노로 천도하면서 쇠퇴하기 시작했다. 1536~1559년, 1792~1815년 프랑스의 지배를 받았으며 1860년 토리노 조약에 따라 사보이아 왕조가 니차 백작령과 함께 프랑스로 양도하면서 프랑스 영토가 되었다.

## 역사
샹베리의 역사는 사보이아 가문와 밀접하게 연결되어 있으며, 1295년부터 1563년까지 사보이아 백국과 사보이아 공국의 수도였다. 이 기간 동안 사보이아는 서쪽의 부르캉브레스에서 알프스산맥을 넘어 토리노, 북쪽의 제네바, 남쪽의 니스에 이르는 지역을 포함했다. 프랑스의 도발로부터 사보이아를 보호하기 위해 1563년 에마누엘레 필리베르토 공작은 수도를 토리노로 옮겼고, 결과적으로 샹베리는 쇠퇴하였다.
프랑스는 1792년 알프스 서쪽 사보이아 공국을 구성했던 지역을 합병했다. 그러나 이전 공국과 샹베리는 나폴레옹 보나파르트의 패배에 따라 1815년 토리노의 사르데냐 왕국으로 반환되었다. 1820년에 사부아 학회(Société Académique de Savoie)를 설립하여 도시 활성화의 필요성을 충족시켰다. 사부아 학회는 물질적, 윤리적 진보에 전념했으며, 현재는 옛 사보이아 공작 성에 자리를 잡고 있다. 리소르지멘토의 일환으로 1860년 3월 체결된 토리노 조약에 따라 샹베리와 옛 공국의 땅, 니차 백국은 나폴레옹 3세의 통치하의 프랑스에 할양되었다.

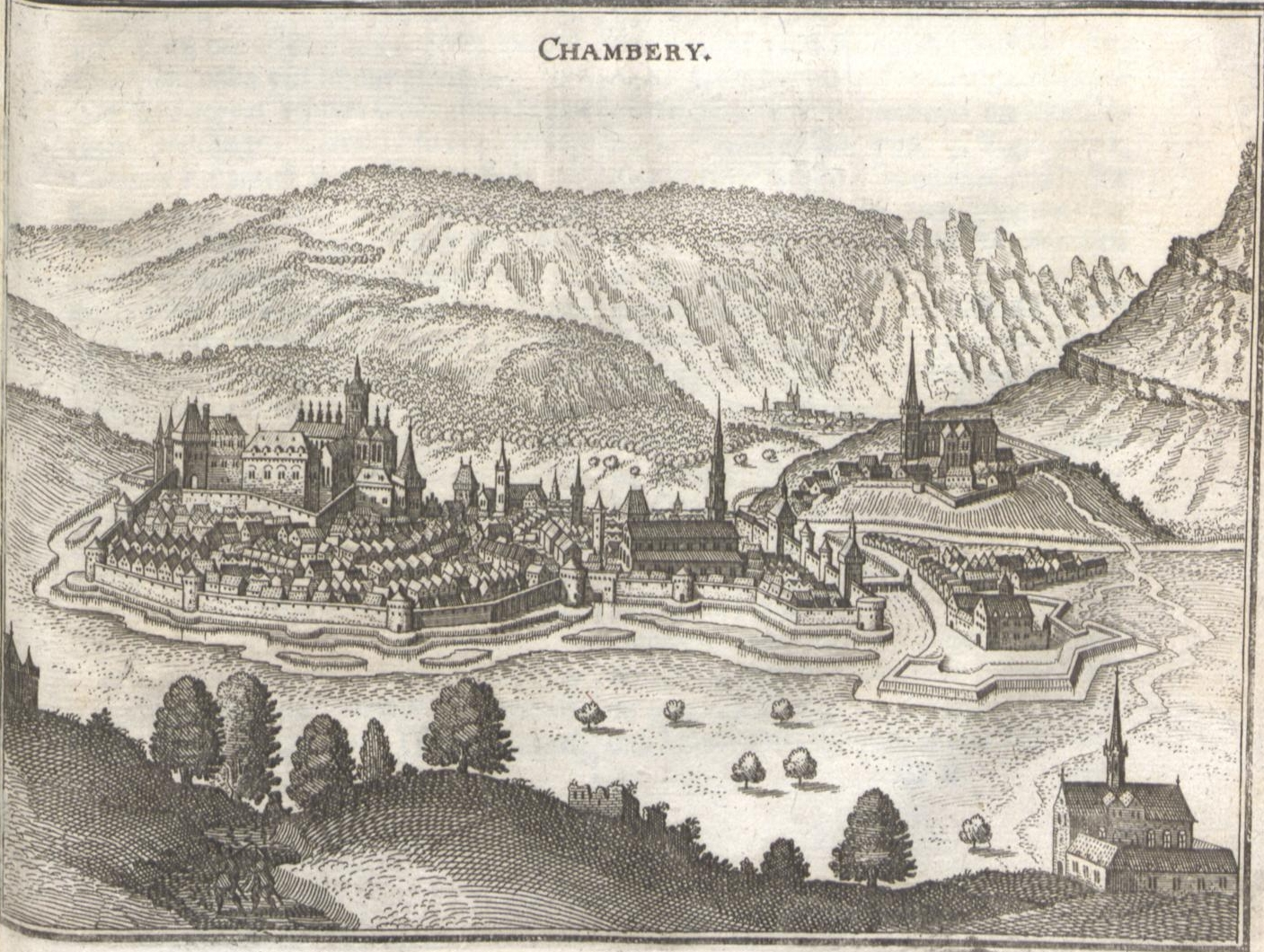
1645년 샹베리
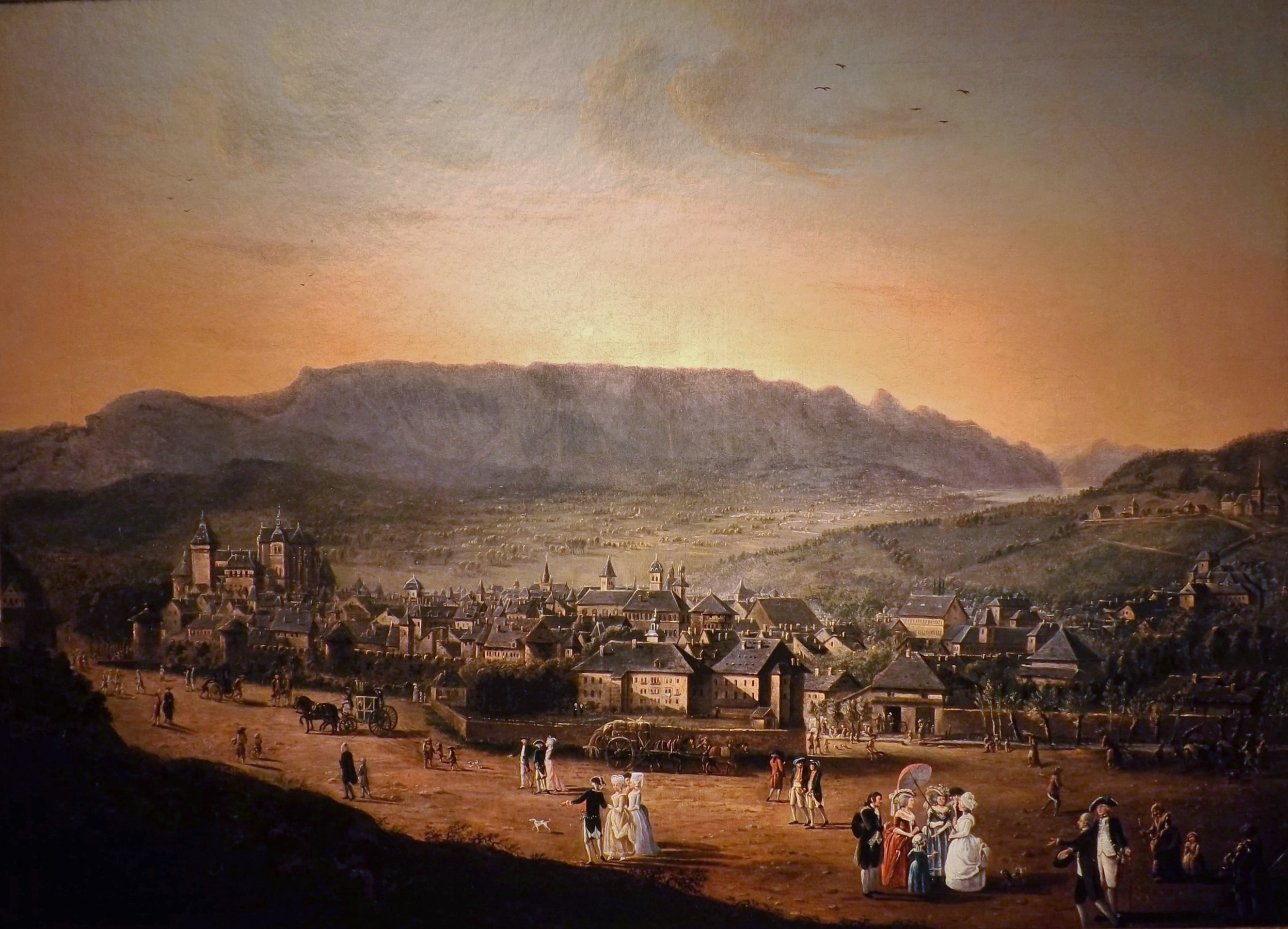
1780년경
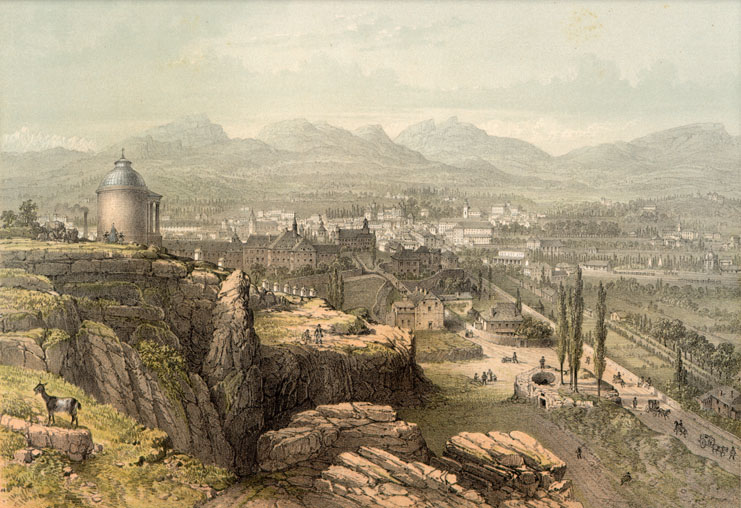
1864년

## 교육
샹베리에는 1994년에 연구 기관으로 설립된, 유명한 공학 대학원 파리테크 국립고등기술공예학교가 있다. 기계 공학과 산업 공학 분야의 박사와 석사 학위 과정을 제공한다.

## 교통
샹베리 공항은 겨울에만 운행되고 있다. 샹베리샬레오 기차역은 파리 리옹역으로 향하는 무정차 테제베 운행을 포함한 열차 서비스를 제공하고 있다. 고속 철도 운행은 모리엔 계곡을 따라 동쪽과 프레쥐스 철도 터널을 통해 이탈리아 토리노행 열차를 포함한다.

## 군사
샹베리는 알팽 산악군의 제13 대대 주둔지이다.

## 스포츠
샹베리는 SO 샹베리 푸트와 샹베리 사부아 핸드볼의 연고지이다.
샹베리는 프랑스의 축구 선수 에마뉘엘 리비에르의 출생지이다.

## 자매 도시
- 이탈리아 토리노[1]
- 독일 알프슈타트
- 부르키나파소 와이구야
- 브라질 이투

## 인구
| 연도 | 인구   | ±% p.a. |
| ---- | ------ | ------- |
| 1793 | 11,425 | —       |
| 1800 | 10,800 | −0.80%  |
| 1806 | 11,991 | +1.76%  |
| 1822 | 11,236 | −0.41%  |
| 1838 | 15,916 | +2.20%  |
| 1858 | 19,035 | +0.90%  |
| 1861 | 19,953 | +1.58%  |
| 1866 | 18,835 | −1.15%  |
| 1872 | 19,144 | +0.27%  |
| 1876 | 18,545 | −0.79%  |
| 1881 | 19,622 | +1.14%  |
| 1886 | 20,916 | +1.29%  |
| 1891 | 20,922 | +0.01%  |
| 1896 | 21,762 | +0.79%  |
| 1901 | 22,108 | +0.32%  |
| 1906 | 23,027 | +0.82%  |

| 연도 | 인구   | ±% p.a. |
| ---- | ------ | ------- |
| 1911 | 22,958 | −0.06%  |
| 1921 | 20,617 | −1.07%  |
| 1926 | 23,400 | +2.56%  |
| 1931 | 25,407 | +1.66%  |
| 1936 | 28,073 | +2.02%  |
| 1946 | 29,975 | +0.66%  |
| 1954 | 32,139 | +0.88%  |
| 1962 | 44,246 | +4.08%  |
| 1968 | 51,056 | +2.41%  |
| 1975 | 54,415 | +0.91%  |
| 1982 | 53,427 | −0.26%  |
| 1990 | 54,120 | +0.16%  |
| 1999 | 55,786 | +0.34%  |
| 2007 | 57,420 | +0.36%  |
| 2012 | 58,039 | +0.21%  |
| 2017 | 58,919 | +0.30%  |

|  | 기술적 문제로 인해 그래프를 일시적으로 사용할 수 없습니다. 파브리케이터와 미디어위키 위키에 더 자세한 정보가 있습니다. |

## 기후
샹베리는 쾨펜의 기후 구분에 따르면, 습한 아열대 기후와 해양성 기후 사이의 경계에 있다. 그럼에도 불구하고 프랑스 내에서 내부 위치의 영향을 많이 받기 때문에 특히 밤에 기온이 영하로 떨어지는 경우가 많아 여름과 겨울이 상당히 고온인 편이다. 대류 강우량은 연중 내내 빈번하여 강수량/일 할당량이 높다.
| 샹베리 (1981–2010년 평균)의 기후 | 샹베리 (1981–2010년 평균)의 기후 | 샹베리 (1981–2010년 평균)의 기후 | 샹베리 (1981–2010년 평균)의 기후 | 샹베리 (1981–2010년 평균)의 기후 | 샹베리 (1981–2010년 평균)의 기후 | 샹베리 (1981–2010년 평균)의 기후 | 샹베리 (1981–2010년 평균)의 기후 | 샹베리 (1981–2010년 평균)의 기후 | 샹베리 (1981–2010년 평균)의 기후 | 샹베리 (1981–2010년 평균)의 기후 | 샹베리 (1981–2010년 평균)의 기후 | 샹베리 (1981–2010년 평균)의 기후 | 샹베리 (1981–2010년 평균)의 기후 |
| 월                               | 1월                              | 2월                              | 3월                              | 4월                              | 5월                              | 6월                              | 7월                              | 8월                              | 9월                              | 10월                             | 11월                             | 12월                             | 연간                             |
| -------------------------------- | -------------------------------- | -------------------------------- | -------------------------------- | -------------------------------- | -------------------------------- | -------------------------------- | -------------------------------- | -------------------------------- | -------------------------------- | -------------------------------- | -------------------------------- | -------------------------------- | -------------------------------- |
| 역대 최고 기온 °C (°F)           | 17.9 (64.2)                      | 20.5 (68.9)                      | 25.1 (77.2)                      | 29.5 (85.1)                      | 32.7 (90.9)                      | 36.1 (97.0)                      | 38.8 (101.8)                     | 38.8 (101.8)                     | 32.0 (89.6)                      | 29.0 (84.2)                      | 23.3 (73.9)                      | 22.7 (72.9)                      | 38.8 (101.8)                     |
| 일평균 최고 기온 °C (°F)         | 5.9 (42.6)                       | 7.9 (46.2)                       | 12.6 (54.7)                      | 16.3 (61.3)                      | 20.8 (69.4)                      | 24.6 (76.3)                      | 27.4 (81.3)                      | 26.6 (79.9)                      | 22.0 (71.6)                      | 16.7 (62.1)                      | 10.1 (50.2)                      | 6.4 (43.5)                       | 16.5 (61.7)                      |
| 일일 평균 기온 °C (°F)           | 2 (36)                           | 3 (37)                           | 7 (45)                           | 11 (52)                          | 15 (59)                          | 19 (66)                          | 21 (70)                          | 20 (68)                          | 16 (61)                          | 12 (54)                          | 6 (43)                           | 3 (37)                           | 11.3 (52.3)                      |
| 일평균 최저 기온 °C (°F)         | −1.6 (29.1)                      | −0.7 (30.7)                      | 2.1 (35.8)                       | 5.1 (41.2)                       | 9.7 (49.5)                       | 12.8 (55.0)                      | 14.7 (58.5)                      | 14.2 (57.6)                      | 11.0 (51.8)                      | 7.4 (45.3)                       | 2.5 (36.5)                       | −0.2 (31.6)                      | 6.5 (43.7)                       |
| 역대 최저 기온 °C (°F)           | −19.0 (−2.2)                     | −14.4 (6.1)                      | −10.3 (13.5)                     | −4.6 (23.7)                      | −1.4 (29.5)                      | 2.8 (37.0)                       | 5.4 (41.7)                       | 5.0 (41.0)                       | 1.0 (33.8)                       | −4.3 (24.3)                      | −10.8 (12.6)                     | −13.5 (7.7)                      | −19.0 (−2.2)                     |
| 평균 강수량 mm (인치)            | 102.6 (4.04)                     | 91.5 (3.60)                      | 100.0 (3.94)                     | 92.2 (3.63)                      | 104.2 (4.10)                     | 94.8 (3.73)                      | 86.6 (3.41)                      | 91.7 (3.61)                      | 111.8 (4.40)                     | 122.6 (4.83)                     | 105.0 (4.13)                     | 118.0 (4.65)                     | 1,221 (48.07)                    |
| 평균 강수일수                    | 9.8                              | 8.2                              | 10.4                             | 10.3                             | 11.5                             | 9.7                              | 7.9                              | 8.9                              | 8.6                              | 10.8                             | 10.0                             | 10.5                             | 116.6                            |
| 평균 월간 일조시간               | 77.7                             | 104.4                            | 156.7                            | 172.8                            | 202.5                            | 234.0                            | 260.1                            | 232.5                            | 176.3                            | 121.4                            | 71.2                             | 60.6                             | 1,870.3                          |
| 출처: Météo France               |                                  |                                  |                                  |                                  |                                  |                                  |                                  |                                  |                                  |                                  |                                  |                                  |                                  |

## 같이 보기
- 사보이아 공국
- 사보이아 가
- 샹베리 대교구
- 사르데냐 왕국
- 아르피탱 어
- 사부아 대학교
- 사부아 데파르망의 코뮌